# آرون اگبله
آرون اگبله (انگلیسی: Aaron Egbele؛ زادهٔ ۲۹ january ۱۹۷۹ (۴۶ سال)) از برندگان مدال‌های بازی‌های المپیک تابستانی و ورزشکار دو و میدانی اهل نیجریه است.
وی در مسابقات کشوری و بین‌المللی در مجموع برندهٔ ۱ مدال برنز شده‌است.